# Slava Ukrajini
»Slava Ukrajini!« (ukr. Слава Україні!, lat. Slava Ukraini) ukrajinski je nacionalni pozdrav, simbol ukrajinskoga suvereniteta i otpora stranoj agresiji. Ujedno je bojni poklič Oružanih snaga Ukrajine. Poklič je često popraćen odgovorom Slava herojima! (ukr.: Героям слава!).
Izraz se prvi put pojavio početkom 20. stoljeća u različitim inačicama, kada je postao popularan među Ukrajincima tijekom Ukrajinskog rata za neovisnost od 1917. do 1921. godine. Odgovor Slava herojima! prvi se put pojavio tijekom Ukrajinskog rata za neovisnost ili kasnije 1920-ih među članovima Lige ukrajinskih nacionalista. U 1930-ima postao je raširen kao slogan Organizacije ukrajinskih nacionalista (OUN) te skupina ukrajinske dijaspore i izbjegličkih zajednica na Zapadu tijekom Hladnog rata. U Sovjetskome Savezu taj je izraz zabranjivala i diskreditirala kako sovjetska, tako i ruska vlast. Izraz se ponovno pojavio u Ukrajini tijekom borbe zemlje za neovisnost nakon raspada Sovjetskog Saveza. Njegova je uporaba iznova oživjela tijekom Ukrajinske revolucije 2014. i Rusko-ukrajinskog rata tijekom kojih je postao vrlo popularnim simbolom u Ukrajini.
Izraz je privukao svjetsku pažnju tijekom ruske invazije na Ukrajinu, a potom je rabljen u prosvjedima podrške Ukrajini diljem svijeta. Koristili su ga u svojim govorima mnogi ukrajinski političari poput predsjednika Volodimira Zelenskog i brojnih stranih čelnika.

## Povijest
Ukrajinski povjesničari tvrde da pozdrav vuče korijene iz djela Tarasa Ševčenka. U svojoj pjesmi Osnovianenka iz 1840. Ševčenko je upotrijebio izraz Slava Ukrajini:
Neće umrijeti, neće propasti... 
Oh tamo, ljudi, je naša slava, 
Prva poznata uporaba izraza Slava Ukrajini! kao pozdrava izvan pjesničkoga izražaja uz odgovor Slava širom zemlje! (ukr. По всій землі слава) bila je unutar ukrajinske studentske zajednice kasnog 19. do ranog 20. stoljeća u Harkivu.

### Ukrajinski rat za neovisnost (1917. – 1921.)
Izraz je uvelike stekao popularnost tijekom Ukrajinskog rata za neovisnost (od 1917. do 1921.). U tom su se razdoblju slogani Slava Ukrajini!, kao i slični poput Živjela Ukrajina! često mogli čuti na domoljubnim skupovima i prosvjedima unutar Ukrajine i među dijasporom. Prema povjesničarki Jani Primačenko koristila ju je pukovnija Crni Zaporižani u vojsci Ukrajinske Narodne Republike, kojim je zapovijedao Petro Djačenko. Poklič je korišten u obliku: Slava Ukrajini! – Slava Kozacima!, a koristile su ga i druge vojne postrojbe s nizom različitih odgovora. Nakon što je hetman Pavlo Skoropadskij izveo državni udar i preuzeo vlast, odgovor u ukrajinskoj vojsci odanoj Hetmanatu bio je Slava Hetmanu!. Status slogana u vojsci UPR-a formaliziran je 19. travnja 1920., kada su, prema naredbi vrhovnog zapovjednika Mihajla Omelijanoviča-Pavlenka koja regulira pravila vježbe u vojsci, vojnici bili obvezni odgovoriti Slava Ukrajini! kad primaju pohvale ili nagrade za svoje zasluge domovini.
Pobunjenici koji su se borili u Holodnom Jaru, posljednjoj utvrdi ukrajinskog protusovjetskog otpora 1919. – 1922., također su koristili sličan pozdrav. Prema memoarima Jakiva Vodijanija objavljenim 1928. bilo je: Slava Ukrajini! i odgovor Vječna slava!. A prema memoarima Jurija Horlisa-Horskog objavljenim 1933., pobunjenici su se međusobno pozdravljali pokličem Slava Ukrajini! i odgovarajući istim.

### Međuratno razdoblje
Tradicija međusobnog pozdravljanja Slava Ukrajini! nastavili su veterani ukrajinske vojske u izgnanstvu. Ukrajinsko nacionalno kozačko udruženje (UNAKOTO), koje je djelovalo u Njemačkoj pod vodstvom bivšeg suradnika hetmana Skoropadskog Ivana Poltaveca-Ostrianitsa, uspostavio je 10. srpnja 1925. novi pozdrav obavezan za članove organizacije: Slava Ukrajini! – Slava Kozacima!.
Pozdrav Slava Ukrajini! također su obično korištili ukrajinski nacionalisti 1920-ih i 1930-ih. 1930-ih postao je raširen kao slogan Ukrajinske vojne organizacije (UVO), a kasnije i Organizacije ukrajinskih nacionalista (OUN). Prema tiskovnim izvješćima, tijekom suđenja pripadnicima OUN-a nakon atentata na Bronisława Pierackog, optuženi su salutirali u fašističkom stilu uz riječi Slava Ukrajini!. Na Drugom velikom kongresu OUN-a 27. kolovoza 1939. u Rimu službeno je usvojen odgovor Slava vođi!, koji je tada bio Andrij Melnik, ali je bio u uporabi među pripadnicima UVO-a najmanje od 1929.
Slava Ukrajini! također se pojavio kao pozdrav među članovima ukrajinske skautske organizacije Plast u obliku: Slava Ukrajini! – Slava, slava, slava! gdje je postupno istisnuo izvorni pozdrav SKOB!. Taj pozdrav koriste članovi Plasta i danas. Mnogi članovi Plasta pripadali su i OUN-u, što je pridonijelo popularnosti pozdrava.
Prema Jani Primačenko odgovor Slava herojima! (ukr. Героям слава!) bio je u upotrebi već u godinama 1917. – 1921., tijekom ukrajinskog rata za neovisnost. U memoarima Petra Djačenka navodi se da je na sastanku Legije ukrajinskih nacionalista (LUN), koja je djelovala od 1925. do 1929., Jurij Artjušenko predložio usvajanje pozdrava Crnih Zaporižana Slava Ukrajini! – Slava Kozacima!. Ovaj je prijedlog prihvaćen uz promjenu odgovora na općenitiji Slava herojima!. Međutim, u memoarima samog Artjušenka takvih informacija nema, ali se spominje prihvaćanje pozdrava Slava Ukrajini! i odgovor Slava Ukrajini, slava!.

### Drugi svjetski rat
Tijekom njemačke okupacije Poljske nakon rujna 1939., ukrajinske su organizacije bile slobodne razviti svoje aktivnosti. Aktivisti OUN-a bili su uključeni u rad Ukrajinskog centralnog komiteta i njegovih lokalnih ogranaka. Nakon nekog vremena to je pridonijelo razvoju nacionalne svijesti kod mnogih Ukrajinaca u generalnoj guverneriji i širenju pozdrava OUN-a. U srpnju 1940., ukrajinski promatrač iz područja Włodawe zabilježio je: Još nismo vidjeli u našim životima tako obrazovanu, tako organiziranu seosku omladinu. Svako dijete koje je prolazilo pored nas podiglo je ruku i pozdravilo: Slava Ukrajini.
U travnju 1941. u Krakovu pod njemačkom okupacijom, mlađi dio OUN-a odvojio se od matične organizacije i osnovao vlastitu organizaciju nazvanu OUN-B po svom vođi Stepanu Banderi. Skupina je prihvatila pozdrav podizanja ruke u fašističkom stilu uz povike Slava Ukrajini! i uzvraćajući Slava herojima!. Tijekom neuspjelog pokušaja izgradnje ukrajinske državeu zemljama koje je Treći Reich okupirao nakon invazije na Sovjetski Savez u lipnju 1941., slavoluci s natpisom Slava Ukrajini! zajedno s drugim sloganima podignuti su u brojnim ukrajinskim gradovima. Prema povjesničaru Grzegorzu Rossolińskom-Liebeu, promatrač se prisjetio kako su mnogi obični Ukrajinci napustili uobičajeni kršćanski pozdrav Slava Isusu Kristu u korist novog pozdrava OUN-a. Iz tog je razloga grkokatolički metropolit nadbiskup Andrej Šepticki kritizirao OUN zbog pozdrava. Ukrajinska ustanička armija stvorena u drugoj polovici 1942. od strane OUN-a izostavila je podizanje desne ruke iznad glave.

### Sovjetsko doba i kraj 20. stoljeća
U Sovjetskom Savezu slogan Slava Ukrajini! zabranjena je i diskreditirana desetljećima dugom propagandnom kampanjom zajedno s ukrajinskim nacionalistima u dijaspori koji su ju koristili. Sovjetske vlasti su ih nazivale ukrajinskim buržoaskim nacionalistima, banderovcima i nacističkim pristašama.
Krajem 1980-ih i početkom 1990-ih ovaj se poklič počeo pojavljivati na skupovima i prosvjedma. Nakon što je Ukrajina 1991. godine proglasila neovisnost, izraz Slava Ukrajini! postala uobičajen domoljubni pozdrav. Godine 1995. predsjednik Sjedinjenih Američkih Država Bill Clinton upotrijebio je izraz u govoru u Kijevu (zajedno s Bog blagoslovi Ameriku).

### Rusko-ukrajinski rat
Izraz Slava Ukrajini! je u novije vrijeme doživio preporod i postao popularni i istaknuti refren tijekom ukrajinske revolucije 2014., simbol demokracije i otpora protiv Putinove Rusije nakon ruske invazije na Ukrajinu. Andreas Umland 2013. popularnost slogana pripisuje glumcu Jevhenu Niščuku, koji je bio jedan od vođa Euromajdana i žestoko je skandirao taj poklič. Po njegovom mišljenju, prezastupljenost etnonacionalističkih skupina poput stranke Svoboda, Kongresa ukrajinskih nacionalista, Ukrajinske platforme Sobor i Desnog sektora također je pridonijela njegovom širenju među sudionicima Euromajdana. Dr. Serhij Kvit, bivši ministar obrazovanja i znanosti Ukrajine, ne slaže se u potpunosti s Umlandom i tvrdi da je slogan postao popularan ne zato što je bezbroj puta ponovljen s pozornice Majdana i ne zbog neke kampanje etničke superiornosti , već zbog svoje povezanosti s prkosnim duhom borbe protiv svih neprilika. Nešto kasnije 2017.  godine, Umland zajedno s Julijom Jurčuk piše da su nacionalistički simboli tijekom Euromajdana dobili novo značenje: bili su reakcija na sovjetsku i postsovjetsku represiju ukrajinske kulture i povijesti. Pozdrav je postao i simbolom žalosti za žrtve Euromajdana. Nakon što je počeo rat u Donbasu, Ukrajinci su poginule ukrajinske vojnike pozdravljali sa Slava Ukrajini. Ukrajinsko-kanadski povjesničar Serhij Jekelčik piše da je nacionalistički pozdrav iz 1940-ih […] dobio novo značenje na Majdanu te da kada su ga koristili prosvjednici, [slogan] se odnosio na demokratsku i prozapadnu Ukrajinu i smatra herojima sve one koji su pali služeći tom idealu.
Prema politologu Vjačeslavu Lihačevu, čak su i varijacije koje su imale krajnje desničarske konotacije izgubile to značenje tijekom Euromajdana. Primjerice, gotovo svaki javni govor, kao i javni pozdravi započinjali su/završavali sa Slava Ukrajini – slava herojima! Napomenuo je da će čak na godišnjemu LGBTQ+ događaju Maršu jednakosti u Kijevu 2021. sudionici spontano pjevati varijacije tog pozdrava poput Slava naciji – smrt neprijateljima!. Pozdrav je odavno postao dovoljno sveprisutan da izgubi svako agresivno značenje.
Dana 9. kolovoza 2018. ukrajinski je predsjednik Petro Porošenko objavio da je Slava Ukrajini! postao službeni poklič Oružanih snaga Ukrajine, zamjenjujući Zdravo drugovi (ukr.: Вітаю товариші). Pozdrav je korišten tijekom parade povodom Dana neovisnosti u Kijevu 24. kolovoza 2018. Ukrajinski parlament odobrio je predsjednikov prijedlog zakona o promjeni pozdrava (u prvom čitanju) 6. rujna i 4. listopada 2018. Parlament je također proglasio Slava Ukrajini službenim pozdravom Nacionalne policije Ukrajine.
Popularizacija pozdrava ponekad je bila kontroverzna u inozemstvu. Nakon pobjede Hrvatske na Svjetskom prvenstvu u nogometu 2018. godine,  FIFA-a je kaznila pomoćnog trenera Hrvatske nakon što je objavio video u kojem je koristio taj pozdrav. Kao odgovor, 10. srpnja 2018. ukrajinski navijači preplavili su FIFA-inu Facebook stranicu s više od 158 000 komentara, a većina njih je napisala Slava Ukrajini!. Rusija tvrdi da pjesma ima ultranacionalističke konotacije. Nogometni savez Ukrajine objavio je u priopćenju da je 'Slava Ukrajini' uobičajeno korišten pozdrav u Ukrajini, te da ga ne treba tumačiti kao čin agresije ili provokacije.

### Ruska invazija na Ukrajinu
Ovaj je pozdrav postao izuzetno popularan među ukrajinskim vojnicima i njihovim pristašama kao način podizanja morala nakon ruske invazije na Ukrajinu. Slogan su širom svijeta koristili prosvjednici u znak solidarnosti s Ukrajinom, pogotovo ispred ruskih veleposlanstava i relevantnih nacionalnih vlada, tražeći primjerice isključivanje Rusije iz sustava platnog prometa SWIFT i zatvaranja zračnog prostora iznad Ukrajine.
Koristili su ga u govorima brojni ukrajinski političari, uključujući i predsjednika Volodimira Zelenskog. Također su ga koristili strani čelnici, primjerice predsjednica Europske komisije Ursula von der Leyen, bivši britanski premijer Boris Johnson, bivša premijerka Novog Zelanda Jacinda Ardern, nizozemski premijer Mark Rutte, hrvatski premijer Andrej Plenković, bivša predsjednica američkog parlamenta Nancy Pelosi i stalna predstavnica Ujedinjenog Kraljevstva pri UN-u Barbara Woodward. Koristili su ga komentatori i mediji poput The Timesa.

## U popularnoj kulturi
Službeni skladatelj norveških oružanih snaga Marcus Paus skladao je pjesmu Slava Ukraini!, djelomično inspiriranu ukrajinskom nacionalnom himnom. Paus je djelo objavio na Facebooku 27. veljače 2022. i opisao ga kao pjesmu otpora; dva dana kasnije snimio ju je litavsko-norveški violist Povilas Syrrist-Gelgota iz Filharmonije u Oslu, a emitirala ju je nedugo nakon toga televizijska kuća norveške vlade NRK. Paus je rekao da se čini da djelo pogađa mnoge ljude, uključujući i one koji su usred zone bitke. Za glazbu nema plemenitijeg zadatka nego spajati i tješiti ljude.
Izvan Europe, pjesma Glory to Hong Kong pjevana u prosvjedima u Hong Kongu 2019. – 1920. crpila je inspiraciju iz ukrajinskog pozdrava. Kinesko izdanje Deutsche Wellea proglasilo je Slava Hong Kongu himnom prosvjeda u Hong Kongu. Opisujući pjesmu, kineske televizijske vijesti iz Tajvana istaknule su da je pjesma imala miroljubive vokale povezane sa scenama krvavih sukoba između hongkonške policije i naroda te da su stvaranjem pjesme Slava Hong Kongu stanovnici Hong Konga zabilježili svoju povijest borbe za demokraciju i slobodu.

### Komemorativni novac
Prigodni kovani novac od 2 eura koji je izdala Banka Estonije 2022. sadrži slogan Slava Ukraini, a dizajnirala ga je ukrajinska izbjeglica Daria Titova, koja studira na Estonskoj akademiji umjetnosti.